# My Heart Can't Beat Unless You Tell It To
My Heart Can't Beat Unless You Tell It To è un film del 2020 diretto da Jonathan Cuartas.
Pellicola horror e drammatica di produzione statunitense con protagonisti Patrick Fugit, Ingrid Sophie Schram e Owen Campbell.

## Trama
I fratelli Dwight, Jessie e Thomas vivono insieme nella casa ereditata dai genitori. A causa di una forma di vampirismo di cui Thomas è affetto, il fratello e la sorella maggiore sono soliti assassinare persone con pochi o zero legami con la società (clochard, immigrati, prostitute) per procurare nutrimento al fratello, il quale non sarebbe in grado di procacciarne da solo. Dopo aver ucciso l'ennesimo clochard, Dwight inizia a soffrire per il tipo di vita condotto ed a desiderare la libertà, una vita in cui non è costretto ad uccidere: ciò tuttavia equivarrebbe a condannare a morte suo fratello. Dal momento che le interazioni con consanguinei non gli bastano più, Dwight inizia ad intrattenersi sempre più spesso con una prostituta, a cui si lega affettivamente.
Una sera Dwight punta un uomo ispanico, tuttavia si impietosisce all'ultimo momento e finisce per rapirlo: dal momento che lui non ha portato un cadavere a casa, Jessie esce per mietere lei una vittima. La donna finisce per uccidere Pam, la prostituta di cui Dwight era innamorato. Nei giorni successivi l'uomo ha sempre più difficoltà ad agire ed è sempre più spesso Jessie a uccidere. Dwight è costretto però a colpire quando Eduardo, l'ispanico rapito, si libera e cerca di ucciderlo: il sangue dell'uomo viene dunque servito come pasto a Thomas. Dal canto suo, Thomas inizia a soffrire per la sua condizione e chiede ai fratelli di poter frequentare ragazzi della sua età. Il ragazzo tenta perfino di attirare l'attenzione di alcuni coetanei che passano davanti a casa sua, venendo fermato dal fratello.
Turner, uno dei ragazzi con cui Thomas ha provato ad interagire, si è accorto della cosa e si presenta a casa sua: i due iniziano a fare amicizia, ma vengono interrotti da Dwight, che è dunque indeciso fra uccidere il ragazzo o lasciarlo andare. Proprio in quel momento Jessie arriva a casa: Dwight fa chiudere il ragazzo in uno stanzino, tuttavia la sorella va ad aprire proprio quella porta. Turner, che un attimo prima era riuscito a prendere un coltello, attacca la donna per poi fuggire via. Jessie è morente, tuttavia chiede a Dwight di braccare il ragazzo e di ucciderlo affinché nessuno scopra il loro segreto. 
Dwight riesce effettivamente a braccarlo, tuttavia decide di lasciarlo andare a patto di non rivederlo mai più. Al suo ritorno, Jessie è morta e Thomas si sta nutrendo da lei. Inorridito dalla scena, Dwight decide di andare via e di abbandonare il fratello; dopo alcuni giorni torna però sui suoi passi. Al suo ritorno, tuttavia, Thomas gli chiede di aprire la finestra e di far entrare la luce del sole affinché lui muoia. Una volta spentasi la vita del fratello, Dwight è libero di andare via e vivere la sua vita in serenità.

## Produzione
Il film è stato girato nel 2019 nella città di Salt Lake City, nello Utah.

## Distribuzione
Presentato per la prima volta nell'aprile 2020 durante il Tribeca Film Festival, il film è stato successivamente distribuito nei cinema statunitensi da Dark Sky Films.

## Accoglienza
Sull'aggregatore Rotten Tomatoes il film riceve il 98% delle recensioni professionali positive con un voto medio di 7,7 su 10 basato su 49 critiche.